# Eutegaeus lagrecai
Eutegaeus lagrecai är en kvalsterart som beskrevs av Arcidiacono 1993. Eutegaeus lagrecai ingår i släktet Eutegaeus och familjen Eutegaeidae. Inga underarter finns listade i Catalogue of Life.